# Fossae di Encelado
Segue una lista delle fossae presenti sulla superficie di Encelado. La nomenclatura di Encelado è regolata dall'Unione Astronomica Internazionale; la lista contiene solo formazioni esogeologiche ufficialmente riconosciute da tale istituzione.
I crateri di Encelado portano i nomi di personaggi e luoghi tratti da Le mille e una notte.

## Prospetto
| Fossa             | Eponimo                                                                     | Latitudine | Longitudine | Diametro |
| ----------------- | --------------------------------------------------------------------------- | ---------- | ----------- | -------- |
| Anbar Fossae      | Al-Anbar - Città del racconto Il prete che divenne un musulmano.            | 8,76° S    | 323,32° W   | 165 km   |
| Bassorah Fossa    | Bassora - Città da cui Sindbad si imbarca per il suo terzo viaggio.         | 39,8° N    | 19,9° W     | 75 km    |
| Bishangarh Fossae | Bishangarh - Luogo del racconto Il Principe Ahmad e la fata Peri Banu.      | 24° S      | 225,8° W    | 163 km   |
| Daryabar Fossa    | Daryabar - La terra da cui proviene la Principessa Daryabar.                | 9,65° N    | 5,42° W     | 200 km   |
| Isbanir Fossa     | Isbanir - La città natia di Fakir Taj; potrebbe essere l'antica Ctesifonte. | 11,3° N    | 358,26° W   | 170 km   |
| Kaukabán Fossae   | Kawkaban - Luogo del racconto Come Abu Hasan fermò il vento.                | 33° N      | 266° W      | 83,4 km  |
| Khorasan Fossa    | Khorasan - Luogo del racconto Ali Shar e Zumurrud.                          | 19° S      | 236,87° W   | 290 km   |

## Nomenclatura abolita
| Fossa         | Eponimo                                                 | Latitudine | Longitudine | Diametro  | Motivazione                         |
| ------------- | ------------------------------------------------------- | ---------- | ----------- | --------- | ----------------------------------- |
| Samaria Fossa | Samaria - Luogo del racconto Codadad e i suoi fratelli. | 26,89° N   | 225,17° W   | 190,09 km | Riclassificata come rupes nel 2015. |